# إداوزكريماون (إيماون)
إداوزكريماون هي إحدى مشيخات المملكة المغربية، تتبع جغرافيا لإقليم تارودانت وإداريًا لإيماون. يقدر عدد سكانها بـ 3097 نسمة حسب الإحصاء الرسمي للسكان والسكنى لسنة 2004.